# Такуми, Сю
Сю Такуми (яп. 巧 舟 Такуми Сю:) (род. май 1971, Япония или Сайтама) — японский сценарист и геймдизайнер. Наиболее известен своей работой над серией игр Ace Attorney. Также он был сценаристом игры Ghost Trick: Phantom Detective, вышедшей в 2010 году.

## Биография
Сю Такуми родился 2 мая 1971 года в Сайтаме. 
Он устроился на работу в Capcom в 1994 году вместе с Хидэки Камией. До Capcom безуспешно пытался устроиться на работу в нескольких японских издательствах. Его первая игра — Gakkou no Kowai Uwasa: Hanako-san ga Kita!!, видеоигровая адаптация одноимённого аниме. Его назначили планировщиком, и из-за того, что руководитель игры был занят работой над несколькими проектами, у Такуми была свобода в своей роли. В последовавшем 1996 году ему в голову пришли первые идеи насчёт детективной игры, однако поначалу ничего не получилось.
Потом Такуми вошёл в состав команды разработки Dino Crisis под руководством Синдзи Миками. Однако в начале 1997 года коллектив разработчиков Dino Crisis был направлен помогать в работе над Resident Evil 2. Затем Такуми вошёл в должность планировщика проекта Dino Crisis, на которой отвечал за первую половину игры. Во время разработки Dino Crisis 2 он был руководителем, что позволило ему продвигать свою позицию в вопросах работы над игрой.
После выхода второй части Dino Crisis Миками дал Такуми возможность сделать любую игру, какую он захочет, ресурсами небольшой команды из семи человек. Такуми остановился на детективной игре, в которой игрок должен использовать собственные размышления. У него было два варианта реализации этой идеи. Первый — система «совместных рассуждений», в которой игрок будет исправлять выводы детектива. Второй — судебная система, в которой игрок, играя за адвоката, будет находить противоречия между словами свидетеля и уликами. Его команда начала реализовывать второй вариант, который позже получил название Phoenix Wright: Ace Attorney.
Изначально Phoenix Wright: Ace Attorney разрабатывалась для Game Boy Color, однако после того как в команде увидели демо-версию Mega Man Battle Network на прототипе консоли Game Boy Advance, разработку с большим энтузиазмом начали для новой консоли. Несмотря на то что команда состояла всего лишь из двух дизайнеров и программистов, а Такуми взял на себя сразу роли планировщика, руководителя и сценариста, игра была завершена за десять месяцев. Продюсеру, Ацуси Инабе, игра понравилась настолько, что он попросил сделать из неё трилогию. Поэтому последовали Phoenix Wright: Ace Attorney − Justice for All и Phoenix Wright: Ace Attorney − Trials and Tribulations, которые выпустили в 2002 и 2004 годах соответственно, а также переиздание этих трёх игр на Nintendo DS, в котором их увидела международная сцена.
Выпущенная в 2007 году Apollo Justice: Ace Attorney стала последней игрой серии, разработанной под руководством Такуми. Он решил создать отдельную игру, которую выпустили под названием Ghost Trick: Phantom Detective. После появления на рынке консоли Nintendo 3DS Такуми вернулся к серии, став сценаристом кроссовера серий Ace Attorney и Professor Layton — Professor Layton vs. Phoenix Wright: Ace Attorney. Такуми не участвовал в разработке Phoenix Wright: Ace Attorney — Dual Destinies, так как тогда он сосредоточил все свои усилия на работе с пресловутым кроссовером. Позже он начал работу над серией спин-оффов, действие которых происходит в Лондоне викторианской эпохи. К этим спин-оффам относятся The Great Ace Attorney: Adventures и The Great Ace Attorney 2: Resolve, выпущенные в 2015 и 2017 годах соответственно. Также Такуми выступал как супервайзер сценария в аниме-адаптации серии. Помимо всего прочего, Такуми принимал участие в разработке мобильной игры Monster Hunter Riders как автор квестов.

## Игры, в разработке которых принимал участие
| Год  | Игра                                                   | Роль                                          |
| ---- | ------------------------------------------------------ | --------------------------------------------- |
| 1995 | Gakkou no Kowai Uwasa: Hanako-san ga Kita!!            | Планировщик                                   |
| 1998 | Resident Evil 2                                        | Помощник планировщика                         |
| 1999 | Dino Crisis                                            | Главный планировщик                           |
| 2000 | Dino Crisis 2                                          | Руководитель                                  |
| 2001 | Phoenix Wright: Ace Attorney                           | Руководитель, сценарист, планировщик, концепт |
| 2002 | Phoenix Wright: Ace Attorney − Justice for All         | Руководитель, сценарист, планировщик          |
| 2004 | Phoenix Wright: Ace Attorney − Trials and Tribulations | Руководитель, сценарист, планировщик          |
| 2007 | Apollo Justice: Ace Attorney                           | Супервайзер, сценарист                        |
| 2010 | Ghost Trick: Phantom Detective                         | Руководитель, сценарист, геймдизайн           |
| 2011 | Ultimate Marvel vs. Capcom 3                           | Супервайзер                                   |
| 2012 | Professor Layton vs. Phoenix Wright: Ace Attorney      | Руководитель, сценарист                       |
| 2015 | The Great Ace Attorney: Adventures                     | Руководитель, сценарист, планировщик          |
| 2017 | The Great Ace Attorney 2: Resolve                      | Руководитель, сценарист, планировщик          |
| 2020 | Monster Hunter Riders                                  | Автор квестов                                 |